# Modraszek artakserkses
Modraszek artakserkses (Aricia artaxerxes) – motyl dzienny z rodziny modraszkowatych.

## Wygląd
Rozpiętość skrzydeł od 26 do 32 mm, dymorfizm płciowy słabo zaznaczony.

## Siedlisko
Suche polany i przydroża w borach sosnowych.

## Biologia i rozwój
Wykształca jedno pokolenie w roku (połowa czerwca-początek sierpnia). Rośliny żywicielskie: bodziszek krwisty oraz  prawdopodobnie posłonek rozesłany. Jaja składane są pojedynczo na liściach roślin żywicielskich. Zimują w drugim lub trzecim stadium. Larwy fakultatywnie są myrmekofilne; stadium poczwarki trwa 2-3 tygodnie.

## Rozmieszczenie geograficzne
Gatunek zachodniopalearktyczny o wyspowym rozmieszczeniu w Europie. W polsce podgatunek Aricia artaxerxes inhonora Jach. obserwowany był jedynie na kilku stanowiskach m.in. w Puszczy Knyszyńskiej i Białowieskiej.